# І ти продався їм, Тичино…
«І ти продався їм, Тичино…» — вірш Олександра Олеся, адресований Павлові Тичині, написаний 11 травня 1928 року.
Цей вірш-докір є відгуком Олександра Олеся на твори, писані Тичиною на замовлення партії. Зі спогадів Миколи Неврлого відомо, що Олександр Олесь завжди говорив про Тичину «якось задушевно, піднесено й щиро». Після зустрічі з П. Тичиною у Празі 1925 року О. Олесь сказав:
|  | Уявіть собі, він казав, що є моїм учнем… Коли так, то куди кращим, ніж був його нещасний вчитель… Тичина — геніальний поет, і Бог його знає, чи Україна ще скоро такого матиме. |

## Текст вірша
І ти продався їм, Тичино,

І ти пішов до москаля?

О, бідна мати, Україно,

В журбі головонька твоя.

В кривавім морі по коліна

Стоїть без сорому в очах

Поет, колишній наш Тичина,

І прославляє смерть і жах.

Прилюдно б'є катам поклони,

Катів виспівує в піснях.

А з-під землі ідуть прокльони

Борців, розп'ятих на хрестах.

Іудо, ти шляхетний жиде,

Пішов, повісивсь в самоті.

Павло Тичина… цей не піде —

Він сам розіпне на хресті.

## Критика і бібліографія
- Павло Тичина (1891—1967) [Архівовано 5 серпня 2013 у Wayback Machine.] /
- Доля поета [Архівовано 2 березня 2014 у Wayback Machine.] Кримська світлиця, № 29 за 20 липня 2007.
- Дон Жуан української літератури (П. Тичина) / Петровський В. В., Семененко В. І. Історія України: Заборонені кохання: Особистості. Долі. Почуття. — Харків: ВД «ШКОЛА», 2010. ISBN 978-966-429-031-6. Сторінки 317—318.
- Лисенко, Н. О. Олесь // Спадщина: Літературне джерелознавство. Текстологія. — К., 2007. — Т. 3. — С. 385.